# Monokorionski blizanci
Monokorionski blizanci (lat. gemini monozygotici), jednojajčani blizanci koji dijele istu posteljicu. Javljaju se u 0,3 % svih trudnoća. 75 % trudnoća s jednojajčanim blizancima jesu monokorionske; preostalih 25 % jesu dikorionske diamnionske.  Ako se posteljica dijeli, to se događa tri dana nakon oplodnje.

## Amniocitet i zigocitet
Monokorionski blizanci najčešće imaju dvije amnionske vreće (monokorionsko-diamnionski blizanci, "MoDi"), ali ponekad, u slučaju monoamnionskih blizanaca (monokorionsko-monoamnionski, "MoMo"), također dijele i istu amnionsku vreću. Monoamnionski blizanci javljaju se kada podjela posteljice započne devet dana nakon oplodnje. Monoamnionski su blizanci uvijek jednojajčani blizanci. Monokorionski diamnionski blizanci gotovo su uvijek jednojajčani, s nekoliko iznimaka gdje je došlo do stapanja blastocista.

## Dijagnoza
Izvođenjem trudničke ultrasonografije tijekom 10-14 tjedana gestacijske dobi, monokorionski diamnionski blizanci razlikuju se od dikorionskih blizanaca po prisutnosti "znaka T" na čvoru međublizanačke membrane i vanjskog dijela posteljice, dok je kod dikorionskih blizanaca prisutan "znak lambda (λ)" (tvorevina koriona u obliku klina koja strši u međublizanački prostor). Na ultrazvuku u gestacijskoj dobi od 16-20 tjedana "znak lambda" ukazuje na dikorionicitet, ali je njegova odsutnost ne isključuje.

## Komplikacije
Osim što dijele posteljicu, monokorionski blizanci mogu također imati isprepletene krvožilne sustave kod anastomoza. To može uzrokovati nejednaku opskrbu krvlju i tako nastaje sindrom međublizanačke transfuzije (TTTS) kod 20 % monokorionskih diamnionskih trudnoća. To je glavna komplikacija koja može nastati kod monokorionskih blizanaca.
80 % monokorionskih diamnionskih trudnoća bez TTTS-a još ima veliku šansu za probleme s tjelesnom masom, zastoj rasta ploda (IUGR), prijevremeno rođenje i često se mora obaviti porod carskim rezom. Također, jednom se blizancu može dogoditi i nepravilan razvoj srca pa dijete postaje ovisno o aktivnosti srca drugog blizanca i tako nastaje sindrom TRAP. Ako jedan od blizanaca umre u maternici, krv se gomila u tijelu tog blizanca, uzrokujući ekssangvinaciju (iskrvarenje) preostalog blizanca.
Kod monoamnionskih blizanaca rizik od komplikacija je puno veći zbog dodatnih potencijalnih zapletaja pupčane vrpce (npr. nuhalna vrpca).  Međutim, perinatalna smrtnost monokorionskih blizanaca vrlo je niska.

## Više informacija
- sindrom TRAP
- sindrom međublizanačke transfuzije